# Pyrgoú
Pyrgoú, en grec moderne : Πυργού, est un village du dème de Héraklion, dans le district régional de Héraklion, de la Crète, en Grèce. Selon le recensement de 2001, la population de Pyrgoú compte 352 habitants.
Le village est situé à une distance de 19,8 km de Héraklion et à une altitude de 450 m.